# Michael Addison, 3. Viscount Addison
Michael Addison, 3. Viscount Addison (* 12. April 1914; † 23. März 1992) war ein britischer Peer, Staatsbeamter und Akademiker.
Addison war der zweite Sohn von Christopher Addison, 1. Viscount Addison und der Isobel Mackinnon Gray. Er besuchte die Hele’s School in Exeter und studierte am Balliol College der University of Oxford.
Er war von 1936 bis 1965 im Staatsdienst. Während des Zweiten Weltkriegs war er von 1941 bis 1945 ein Intelligence Officer und ein Flying Officer bei der Royal Air Force Volunteer Reserve. Er war von 1965 and 1976 Senior-Dozent an der School of Management Studies der Polytechnic of Central London in London.
Als 1976 sein älterer Bruder Christopher Addison, 2. Viscount Addison ohne männliche Nachkommen starb, erbte er dessen Adelstitel als 3. Viscount Addison und 3. Baron Addison und wurde dadurch Mitglied des House of Lords.
Am 22. August 1936 heiratete er Kathleen Wand, eine Tochter des späteren anglikanischen Bischofs von London William Wand. Mit ihr hatte er drei Kinder:
- Hon. Eleanor Brigit Addison (* 1938) ⚭ Michael Girling;
- Hon. Caroline Ruth Addison (* 1942) ⚭ John Hollis Wearing;
- William Addison, 4. Viscount Addison (* 1945).